# 普梅雷尔重排反应
普梅雷尔重排反应（德語：Pummerer-Umlagerung），是用乙酸酐将亚砜重排为α-酰氧基硫醚的化学反应。反应中硫原子被还原，邻位碳被氧化。
反应综述有：
用α-酰基亚砜作原料，四氯化钛或四氯化锡等路易斯酸催化，可以使反应在0℃的低温下发生。
用氯气或NCS（N-氯代琥珀酰亚胺）对硫醚进行氯代，首先生成氯代硫鎓离子，然后硫α-位的氢原子被消除，生成一个硫叶立德。这个硫叶立德再消除硫上的氯离子，得到一个新的硫鎓离子，这个硫鎓离子最后与一个氯离子结合，产生α-氯硫醚。反应的总体结果是原来在硫上的氯原子的转移。
立体选择的普梅雷尔重排反应也有报导。

## 反应机理
亚砜首先发生O-酰基化得到3（3与一个四价的硫烷形成平衡），然后乙酸根作碱，3消除α-氢，继而S-O键断裂，生成硫鎓正离子4，最后4与一个乙酸根加成，得到产物。
其他羧酸酐、酰氯、异氰酸酯、无机酸或无机卤化物（四氯化硅、三氯化磷、硫酰氯等）也能使反应发生，只是产物稍有不同。但二元羧酸的酸酐不能使亚砜发生重排。
产物5经水解得到醛酮。

## 其他版本
反应中的中间体硫鎓离子4可以被分子内或分子间的亲核试剂所捕获，生成不同的产物。例如，用硫酰氯捕获该离子，得到α-氯硫醚：
用藜芦醚则得到如下产物：
如果用分子内的亲核试剂（如胺）来捕获中间体，那么在产物中新形成一个环，这个方法可用于杂环化合物的制取。

### 普梅雷尔断裂
当原料 α-位有很好的离去基团时，这个基团可以在消除一步时被消除（而非同碳的氢原子），反应结果是亚砜α-位的基团被消除掉，因此称为普梅雷尔断裂反应。
例如，在三氟乙酸酐（TFAA）作用下，如下两个带有不同R基的亚砜发生反应。前者（R1）的pKR+为23.7，碳正离子的形态十分稳定，因此在让三氟乙酸根在它与氢原子之间作选择时，它比氢更优先消除，总体结果是一个断裂反应。而后者（R2）是甲基紫10B的正离子，pKR+=9.4，正离子不如前者稳定，因此发生的是经典的普梅雷尔重排。